# 메넨데스 펠라요역
메넨데스 펠라요 역(스페인어: Menéndez Pelayo)은 마드리드 지하철 1호선의 역이다. 마드리드 레티로 구의 메넨데스 펠라요 거리와 바르셀로나 거리가 지나는 교차로 지하에 자리잡고 있다. 요금구역상으로는 A구역에 속한다.

## 역사
1923년 5월 8일 1호선의 아토차-푸엔테 데 바예카스 연장구간이 개통되면서 영업에 들어갔다. 1960년대 들어서 기존의 승강장을 90m로 확대하였고 2000년대에는 역 내장공사를 거쳤다.
2016년 7월 3일부터는 1호선의 도심구간에 해당되는 플라사 데 카스티야-시에라 데 과달루페 구간이 시설정비 공사로 운행을 일시 중단되면서 이곳도 영업을 중단하였다. 9월 이후 아토차 렌페-알토 델 아레날 구간 공사가 마무리되면서 먼저 영업을 재개하였다. 전체 공사는 11월에 마무리되면서 전 구간이 정상운행을 시작하였다.

## 환승 정보
메넨데스 펠라요 역과 환승되는 지하철 노선은 없다. 이전 역인 아토차 렌페 역에서는 세르카니아스 노선으로 갈아탈 수 있고, 다음 역인 파시피코 역에서 6호선을 이용할 수 있다.
역 주변에는 시내버스 정류장이 네 곳 있으며, 그 중 세 곳은 야간노선도 다섯 개가 운행된다.
| 마드리드 지하철                | 마드리드 지하철       | 마드리드 지하철     |
| ------------------------------ | --------------------- | ------------------- |
| 아토차 렌페 피나르 데 차마르틴 | 마드리드 지하철 1호선 | 파시피코 발데카로스 |